# Aconitum hookeri
Aconitum hookeri är en ranunkelväxtart som beskrevs av Otto Stapf. Aconitum hookeri ingår i släktet stormhattar, och familjen ranunkelväxter. Inga underarter finns listade i Catalogue of Life.